# نافتا
اتفاقية التبادل الحر لشمال أمريكا أو اتفاقية التجارة الحرة لأمريكا الشمالية أو نافتا (NAFTA)  (بالإنجليزية: North American Free Trade Agreement)‏، (بالأسبانية: TLCAN)؛ هي معاهدة لإنشاء منطقة تجارية حرة ما بين أمريكا وكندا والمكسيك. وقعت اتفاقية التبادل الحر لأمريكا الشمالية في ديسمبر 1992 وأصبحت سارية المفعول في يناير سنة 1994
تعتبر مصادقة الكونغرس الأمريكي في 17 تشرين الثاني عام 1993 على اتفاقية منطقة التجارة الحرة لأمريكا الشمالية هي البداية لإنشاء هذا التكتل -مع أن سريان الاتفاقية لم يبدأ إلا في أول يناير 1994- الذي يضم كلا من الولايات المتحدة وكندا والمكسيك، وهو كما يفهم من الاتفاقية المنشئة له مفتوح أمام باقي الدول الأمريكية بما في ذلك بعض دول أمريكا اللاتينية التي قد تنضم إليه في المستقبل.
وإذا تفحصنا أهداف هذا الاتحاد نجدها لا تختلف كثيراً عن أهداف الاتحاد الأوروبي، فهي بعد تحقيق اقتصاد قوي للدول الأعضاء تعطي كل أولوياتها للقدرة على منافسة التكتلات الاقتصادية الأخرى الصاعدة على المستوى العالمي وبالخصوص الاتحاد الأوروبي، محاولة حجز مكان اقتصادي يناسب المكان المعتبر لهذه الكتلة وبالخصوص أمريكا.

## المفاوضات على الاتفاقية، والتوقيع عليها، والمصادقة عليها، ومراجعتها (1988–1994)

### المفاوضات على الاتفاقية
بدأت فكرة إنشاء منطقة تجارة حرة في أمريكا الشمالية مع الرئيس الأمريكي رونالد ريغان، والذي تبنّى الفكرة خلال حملته عند إعلان ترشحه للرئاسة في نوفمبر 1979. وقعت كندا والولايات المتحدة على اتفاقية التجارة الحرة بين كندا والولايات المتحدة في العام 1988، وبعدها بفترة وجيزة قرر الرئيس المكسيكي كارلوس ساليناس دي غورتاري تقديم مقترَحٍ للرئيس الأمريكي جورج بوش الأب لعقْد اتفاقية مماثلة في محاولة منه لاستجلاب الاستثمار الأجنبي على إثر أزمة ديون أمريكا اللاتينية. مع بدء الرئيسين بالمفاوضات، خشيت الحكومة الكندية بقيادة رئيس الوزراء مارتن مولروني من خسارتها المزايا التي اكتسبتها كندا عبر اتفاقية التجارة الحرة بين كندا والولايات المتحدة في حال عُقدت اتفاقية ثنائية أمريكية مكسيكية، وطلبت أن تدخلَ طرفًا في المحادثات الجارية بين الولايات المتحدة والمكسيك.

### التوقيع على الاتفاقية
بعد مفاوضات دبلوماسية بدأت في العام 1990، وقع زعماء الدول الثلاث الاتفاقية في عواصم بلادهم في 17 ديسمبر من العام 1992. وتطلّبت الاتفاقية الموقعةُ المصادقةَ عليها من الجهات التشريعية أو البرلمانية في كل دولة.

### المصادقة على الاتفاقية

#### كندا
تسبّبت الاتفاقية السابقة للتجارة الحرة بين كندا والولايات المتحدة بالكثير من الجدل والانقسام في كندا، وبرزت كقضية في الانتخابات الكندية للعام 1988. في تلك الانتخابات، صوّت الكثير من الكنديين للأحزاب المناهضة للتجارة الحرة (الليبراليون والديمقراطيون الجدد)، لكن انقسام الأصوات بين الحزبين مهّد الطريق لحزب المحافظين التقدميين المؤيدين للتجارة الحرة بالفوز في الانتخابات بمعظم المقاعد، وهكذا استلموا السلطة. شكّل مولروني والمحافظون التقدميون حكومة الأغلبية، وتمكنوا بسهولة من تمرير مشاريع قانون اتفاقية التجارة الحرة بين كندا والولايات المتحدة للعام 1987 واتفاقية التجارة الحرة لأمريكا الشمالية، نافتا.
بالرغم من ذلك، حلّت كيم كامبل محلّ مولروني زعيمةً للمحافظين ورئيسةً للوزراء. قادت كامبل حزب المحافظين التقدميين في انتخابات العام 1993 حيث اكتسحهم الحزب الليبرالي بقيادة جان كريتيان، الذي أطلقَ حملته الانتخابية على وعدٍ بإعادة التفاوض بخصوص اتفاقية نافتا أو إلغائها. تفاوض كريتيان لاحقًا على اتفاقيتين إضافيتين مع جورج بوش الأب، الذي قوّض عملية لجنة العمل الاستشارية للمفاوضات التجارية والسياسة التجارية، وتبنّى سياسة «المسار السريع» للتوقيع قبل انتهاء ولايته الرئاسية، إنما انقضى الوقت، واضطر إلى ترك التصديق المطلوب للاتفاقية والتوقيع على قانون تنفيذها للرئيس بعده بيل كلينتون.

#### الولايات المتحدة الأمريكية
قبل إرسال الاتفاقية إلى مجلس الشيوخ الأمريكي، أرفق كلينتون اتفاقيتين إضافيتين، اتفاقية أمريكا الشمالية للتعاون العمالي، واتفاقية أمريكا الشمالية للتعاون البيئي، لحماية العمال والبيئة، وكذلك لتبديد مخاوف العديد من أعضاء مجلس الشيوخ. طلبت الولايات المتحدة من شركائها الالتزام بالممارسات والقوانين البيئية المماثلة لما تتّبعه نفسها. بعد الكثير من المداولات والنقاشات المحمومة، أقر مجلس النواب الأمريكي قانون تنفيذ اتفاقية التجارة الحرة لأمريكا الشمالية في 17 نوفمبر 1993، 200 – 204. وضمّت نسبة مؤيدي الاتفاقية 132 نائبًا جمهوريًا و102 نائبًا ديمقراطيًا. أُقرّ مشروع القانون في مجلس الشيوخ في 20 نوفمبر 1993، 61 – 38. وكان من بين مؤيدي الاتفاقية في مجلس الشيوخ 34 عضوًا جمهوريًا و27 عضوًا ديمقراطيا. أدّى النائب الجمهوري عن ولاية كاليفورنيا دايفيد درير، الذي كان من أشد المؤيدين لاتفاقية التجارة الحرة لأميركا الشمالية منذ رئاسة رونالد ريغان، أدّى دورًا بارزًا في تعبئة التأييد للاتفاقية في أوساط الجمهوريين في الكونغرس وفي سائر أنحاء البلاد.
وقع كلينتون على الاتفاقية لتصبح قانونًا في 8 ديسمبر 1993؛ ودخلت الاتفاقية حيز التنفيذ في 1 يناير 1994. في حفل التوقيع، كرّم كلينتون أربعة أشخاص لجهودهم في إنجاز صفقة التجارة التاريخية: نائب الرئيس آل جور، ورئيسة مجلس المستشارين الاقتصاديين لورا تايسون، ومدير مجلس الاقتصاد الوطني روبرت روبين، والنائب الجمهوري في الكونغرس ديفيد درير. وأفاد كلينتون أن: «اتفاقية التجارة الحرة لأمريكا الشمالية تعني توفير الوظائف: الوظائف الأمريكية، والوظائف الأمريكية ذات الرواتب الجيدة. إذا لم تكن هذه قناعتي، فلَم أكُن لِأؤيد هذه الاتفاقية». حلت نافتا محل الاتفاقية السابقة للتجارة الحرة بين كندا والولايات المتحدة.

#### المكسيك
في 22 نوفمبر 1993، وافق مجلس شيوخ المكسيك على اتفاقية التجارة الحرة لأميركا الشمالية، ونُشرت بنودها في الجريدة الرسمية للاتحاد في 8 ديسمبر 1993.
وفي 14 ديسمبر 1993، صدر مرسوم تنفيذ اتفاقية التجارة الحرة لأميركا الشمالية والتغييرات المختلفة لمواءَمة الاتفاقية مع قانون المكسيك، ودخلت حيز التنفيذ في 1 يناير 1994.